# Komaranahalli, Bhadravati
Komaranahalli là một làng thuộc tehsil Bhadravati, huyện Shimoga, bang Karnataka, Ấn Độ.